# Robert Alexander Little
Robert Alexander »Bob« Little, avstralski častnik, vojaški pilot in letalski as, * 19. julij 1895, Melbourne, Avstralija, † 27. maj 1918, Noeux, Francija.
Little je v svoji vojaški karieri dosegel 47 zračnih zmag.

## Odlikovanja
- Distinguished Service Order (DSO) s ploščico
- Distinguished Service Cross (DSC) s ploščico